# Dendrostilbella byssina
Dendrostilbella byssina är en svampart som först beskrevs av Christiaan Hendrik Persoon, och fick sitt nu gällande namn av Franz Xaver von Höhnel 1906. Dendrostilbella byssina ingår i släktet Dendrostilbella och familjen Helotiaceae.   Inga underarter finns listade i Catalogue of Life.